# The Winged Mystery
The Winged Mystery er en amerikansk stumfilm fra 1917 af Joseph De Grasse.

## Medvirkende
- Franklyn Farnum som kaptein August Sieger / Louis Siever
- Claire Du Brey som Gerda Anderson
- Rosemary Theby som Shirley Wayne
- Charles Hill Mailes som Josiah Wayne
- Sam De Grasse som Mortimer Eddington